# Micronouvelle
 (avril 2010).
Si vous disposez d'ouvrages ou d'articles de référence ou si vous connaissez des sites web de qualité traitant du thème abordé ici, merci de compléter l'article en donnant les références utiles à sa vérifiabilité et en les liant à la section « Notes et références ».
La micronouvelle (orthographiée avec ou sans trait d'union, et aussi appelée micro-récit et micro-roman) est un récit de fiction littéraire rédigé en un nombre extrêmement restreint de mots, sans longueur standard précise, mais généralement composée d'une seule phrase de moins de cent mots. C'est la forme la plus concise de littérature en prose, parfois proche du poème par le rythme qu'il imprime. Suggestives, parfois caustiques, les micronouvelles sont caractérisées par l'ironie et l'interactivité, ce qui les rattache au postmodernisme en littérature.
La micronouvelle est connue dans les littératures en anglais et en espagnol sous des termes équivalents à « micro-fiction » (microfiction, micro-ficción), « histoire très courte » (short-short story),  et « micro-conte » (microcuento). Dans les pays anglophones, on utilise parfois une typologie correspondant à un formalisme plus codifié, en fonction de la longueur, qui distingue les micronouvelles d'exactement 6 mots (Six-Word Story), de celles de 50 mots (dribble), 100 mots (drabble), 750 mots (sudden fiction), 1 000 mots (flash fiction) et de celles de plus de 1 000 mots (microstory).
Au XXIe siècle, certains réseaux sociaux limitant le nombre de caractères par message, d'abord Twitter, puis Mastodon, Bluesky et Threads, sont devenus des supports de publication fréquents de micronouvelles. En littérature française, cette forme numérique, appelée parfois « twittérature », a été popularisée d'abord par des auteurs comme Berthiaume et Gechter, avant d'être reprise par des auteurs plus populaires comme Thierry Crouzet, Bernard Pivot, Alexandre Jardin, et Michel Tremblay.

## Caractéristiques
Il n'y a pas de longueur standard pour la micronouvelle. Les anglo-saxons distinguent plusieurs types de « flash-fiction » :
les Six-Word Story (fiction de 140 caractères), le dribble (50 mots), le drabble (100 mots) et la « fiction soudaine » (750 mots).
La rédaction d'une micronouvelle est un art qui dispose de ses caractéristiques propres, totalement différentes de celles qui régissent la rédaction d'une nouvelle et d'une nouvelle brève. En effet, dans une micronouvelle, l'histoire et les personnages, imaginaires, contrairement à d'autres formes de fragments, sont suggérés ou simplement croqués d'un trait plutôt que décrits. Parfois proche de l'aphorisme, souvent incisive, la micronouvelle aime jouer sur les mots, détourner les expressions courantes et faire appel à la culture générale du lecteur. Elle est particulièrement bien adaptée à l'humour noir.
La micronouvelle guide l'imagination du lecteur de façon qu'il puisse lui-même retrouver les différents composants du récit.
La défense de la micronouvelle comme genre à part entière a déjà été prise, aux États-Unis notamment, par des critiques littéraires comme Mary Louise Pratt et Gitte Mose,. En France, par la revue interuniversitaire Revue critique de fiXXIon française contemporaine et, en particulier, par Irène Langlet.
Le terme micronouvelle est parfois employé, dans un sens large, comme synonyme de nouvelle brève, ce qui peut être source de confusion. Dans ce cas, il désigne un texte qui revêt les caractéristiques de la nouvelle et non pas celles qui lui sont propres et qui sont évoquées ci-dessus. L'auteur Jacques Fuentealba relève, entre autres, trois formes de micronouvelles : le Hemingway (6 mots), le Fénéon (3 phrases ou lignes maximum) et le Pépin (300 signes maximum avec le titre). L'écrivain canadien Laurent Berthiaume élargit la micronouvelle à une centaine de mots maximum, tandis que l'écrivain Cornéliu Tocan explore la micronouvelle à chute littéraire en exactement 140 caractères.

## Histoire

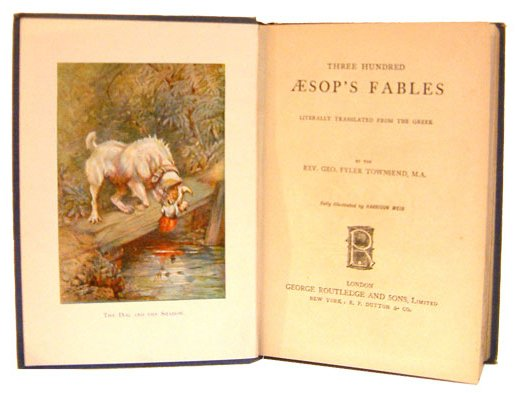
Les Fables d'Ésope sont un exemple de microfictions.

La microfiction occidentale trouve ses racines dans les Fables d'Ésope. Beaucoup d'écrivains s'y sont essayés : Julio Cortázar, Bolesław Prus, Anton Tchekhov, O. Henry, Franz Kafka, Arthur C. Clarke, Ray Bradbury, Fredric Brown, Régis Jauffret. La microfiction s'est fortement développée avec l'arrivée d'Internet.
L'origine contemporaine de la micronouvelle est souvent associée à un texte de six mots parvenant à suggérer des personnages et un récit émouvant : « For sale: baby shoes, never worn. » (« À vendre : chaussures de bébé, jamais portées »). Ce micro-récit, qui a influencé de nombreux auteurs contemporains, a été souvent attribué à Ernest Hemingway depuis 1991, mais selon Gregory F. Sullivan (auteur du site Quote Investigator sous le pseudonyme de Garson O’Toole) des versions antérieures très proches ont été publiées dès 1917 et il n'existe pas de preuve directe de la publication de ce texte par Hemingway,.

En France, au XIXe siècle, Xavier Forneret publie des fragments sans titre, d'un humour noir manifeste[réf. souhaitée]. À partir de 1906, Félix Fénéon publie les Nouvelles en trois lignes, de véritables nouvelles journalistiques, rédigées sous une forme caustique dont la micronouvelle s'inspire largement[réf. nécessaire].

## Micronouvellistes

### Allemand
En langue allemande, les Kürzestgeschichten, influencées notamment par les narrations brèves de Bertolt Brecht, regroupent des auteurs comme Peter Bichsel, Heimito von Doderer, Helmut Heißenbüttel et Günter Kunert.

### Anglais
Dans la littérature anglo-saxonne, citons notamment Fredric Brown, Raymond Carver, Robert Coover et Sean Hill (en) (qui a la particularité de se plier aux contraintes de Twitter pour maximaliser le nombre de caractères de ses micronouvelles).

### Espagnol
La littérature hispanique compte de nombreux micronouvellistes dont Augusto Monterroso (El Dinosaurio), Luis Felipe Lomeli (L'Émigrant (El Emigrante)), Alfredo Alamo, Santiago Eximeno, Alejandro Córdoba Sosa (Doscientos y un cuentos en miniatura) et José Luis Zárate.

### Français

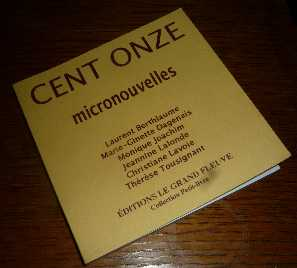
Laurent Berthiaume et le collectif Oxymoron (Québec) rédigent en 2007 le premier ouvrage en français qui se réclame du genre de la « micronouvelle ».

En France et dans les pays francophones, la micronouvelle se développe et se popularise. Le prix Pépin, fondé par Pierre Gévart, remporte un succès à partir des premières années du XXIe siècle. En 2010 est fondé de l'Institut de twittérature comparée Bordeaux-Québec, sous l'impulsion de Jean-Michel Le Blanc et de Jean-Yves Fréchette. En 2010, la revue interuniversitaire Revue critique de fiXXIon française contemporaine reconnaît le travail des micronouvellistes Jacques Fuentealba, Olivier Gechter, Vincent Bastin et Laurent Berthiaume, comme faisant partie de l'avant-garde. La micronouvelle y est traitée comme un genre à part entière pour la première fois. Les travaux de ces quelques auteurs, en l'occurrence Gévart, Le Blanc, Fréchette, Fuentealba, Gechter, Bastin et Berthiaume, vont s'avérer avoir une influence directe et considérable sur de nombreux auteurs francophones, des plus anonymes au plus connus.
En janvier 2013 est paru 25 histoires, 25 auteurs en 140 ca., aux éditions Le Devoir. Pour cet ouvrage de micronouvelles en 140 caractères, le blogueur Fabien Déglise a réuni autour de lui des auteurs comme Yann Martel, Kim Thúy, Nadine Bismuth, Jacques Godbout, Bernard Pivot, Alexandre Jardin, Catherine Mavrikakis, Fred Pellerin, Tahar Ben Jelloun et Samuel Archibald, tous devenus micronouvellistes pour l'occasion.
Depuis 2017, Patrick Baud tient le compte Twitter Nanofictions sur lequel il écrit des micronouvelles tenant en un tweet, soit 280 caractères maximum. Un recueil de ces micronouvelles, préfacé par Bernard Werber est sorti aux éditions Flammarion en 2018.